# Saussurea esthonica
Saussurea esthonica là một loài thực vật có hoa trong họ Cúc. Loài này được Rupr. miêu tả khoa học đầu tiên năm 1845.